# Sony Classical

Sony Classical is een Amerikaans platenlabel dat in 1924 werd opgericht als Columbia Masterworks Records, een dochteronderneming van Columbia Records. In 1980 werd het label Columbia Masterworks omgedoopt tot CBS Masterworks Records. De CBS Records Group werd in 1988 overgenomen door Sony en in 1990 werd het omgedoopt tot Sony Classical.